# Tumor
Ein Tumor (Plural Tumoren, umgangssprachlich auch Tumore; von lateinisch tumor ‚Wucherung‘, ‚Geschwulst‘, ‚Schwellung‘; vgl. lateinisch tumescere „schwellen“) oder eine Geschwulst im weiteren Sinn ist jede Zunahme des Volumens (Schwellung) eines umschriebenen Gewebes von höheren Lebewesen unabhängig von der Ursache (insbesondere Entzündungen, Ödeme und Krebsgeschwülste). Synonyme in einer zweiten, engeren Bedeutung sind die Bezeichnungen Neoplasie (Neubildung) und „Gewächs“ für vor allem unkontrolliert wachsende Zellwucherungen. Tumoren treten bei allen höheren Lebewesen (auch bei Pflanzen) auf. Dieser Artikel geht aber ausschließlich auf Tumoren bei Menschen ein, also auf die humanmedizinische Bedeutung.

## Begriff
Dementsprechend gibt es in der Medizin zwei Definitionen des Begriffs Tumor:
- im weiteren Sinn jeglicher erhöhter Platzbedarf (Raumforderung) eines Gewebes (Intumeszenz) oder eine tastbare Verhärtung, z. B. auch eine Schwellung bei einer Entzündung (Ödem, Phlegmone, Abszess) oder Zyste (siehe hierzu auch Pseudotumor), oder auch eine Stuhlansammlung im Darm, die man vor dem Stuhlgang oft im linken Unterbauch tasten kann. Es ist also ein recht unscharfer Begriff.
- im engeren Sinn Neubildungen von Körpergeweben (Neoplasien), die durch Fehlregulationen bei der Zellproliferation entstehen – womit bezüglich der Gut- oder Bösartigkeit (Dignität) der Neubildung noch nichts ausgesagt wird.

Neoplasien können jegliche Art von Gewebe betreffen, sie können gutartig (benigne) oder bösartig (maligne) sein. Die maligne Variante wird umgangssprachlich auch als Krebs bezeichnet. Neoplasien können alleinstehend („solitär“) oder mehrfach an verschiedenen Stellen im Organismus („multizentrisch“ oder „multifokal“) auftreten. Üblicherweise werden Tumoren als multizentrisch bezeichnet, wenn die Distanz zwischen den einzelnen Läsionen mehr als fünf Zentimeter beträgt und als multifokal, wenn die Distanz fünf Zentimeter oder kleiner ist, allerdings existiert keine exakte radiologische Definition für diese Begriffe. Je nach Ort (Lokalisation) des Tumors und der Funktion des durch ihn geschädigten Gewebes können sie zu einer Zerstörung von Organen mit Beeinträchtigungen des Gesamtorganismus bis hin zum Tod führen.

## Einteilung (Neoplasie)

### Dignität (Wertigkeit)
Tumoren sind Gewebeveränderungen, die auch vererblich, aber beim Menschen generell nicht ansteckend sind. Ihre Einteilung erfolgt nach ihrem biologischen Wachstumsverhalten und nach dem Ursprungsgewebe der Neoplasie.
In Abhängigkeit von der Dignität des Tumors, also seiner Fähigkeit, Metastasen auszubilden, unterscheidet man benigne (gutartige), maligne (bösartige) und semimaligne Tumoren. Die malignen Tumoren werden nochmals in niedrig-maligne und hoch-maligne Tumoren unterteilt.
- Benigne (gutartige) Tumoren verdrängen durch ihr Wachstum umliegendes Gewebe, durchwachsen (infiltrieren) es aber nicht und bilden keine Absiedlungen.
- Maligne Tumoren sind bösartige Tumoren. Diese Tumoren werden häufig als Krebs bezeichnet. Sie sind invasiv, das heißt, sie wachsen in umgebendes Gewebe ein und zerstören es. Außerdem setzen sie durch Verbreitung über das Blut (hämatogen), über die Lymphe (lymphogen) oder durch Abtropfung beispielsweise im Bauchraum Tochtergeschwulste. Typische bösartige Tumoren sind der Dickdarmkrebs und der Lungenkrebs.
- Semimaligne Tumoren setzen in der Regel keine Tochtergeschwulste, zerstören aber umliegendes Gewebe und wachsen in dieses hinein (Destruktion und Infiltration).

|                                | Benigne (gutartig)                                               | Maligne (bösartig)                                                                 |
| ------------------------------ | ---------------------------------------------------------------- | ---------------------------------------------------------------------------------- |
| Wachstum                       | langsam, verdrängend                                             | schnell, invasiv                                                                   |
| Abgrenzung zum gesunden Gewebe | gut abgrenzbar (z. B. Kapsel, Pseudokapsel)                      | schlecht abgrenzbar                                                                |
| Differenzierung                | gut differenziert, homogenes Gewebe                              | unreifes, heterogenes Gewebe                                                       |
| Zellgehalt                     | niedrig                                                          | hoch                                                                               |
| Zellveränderungen              | keine oder wenige Zellveränderungen geringe mitotische Aktivität | Hohe Mutationsrate, viele atypische Veränderungen (Atypien), hohe Zellteilungsrate |
| Verlauf                        | lang dauernd, symptomarm, keine Metastasen, selten Rezidive      | kurz, häufig letal, Metastasen, häufig Rezidive                                    |

### Systematik
Gutartige Tumoren und semimaligne Tumoren werden nach ihrer Herkunft weiterdifferenziert. Die Benennung erfolgt durch die angehängte Endung „-om“ an den lateinischen Namen des Ursprungsgewebes.
Bösartige Tumoren werden ebenfalls – soweit das Ursprungsgewebe noch erkennbar und der Tumor nicht völlig entdifferenziert ist – nach diesem Ursprungsgewebe benannt. Allerdings wird diese Nomenklatur nicht konsequent durchgehalten, so dass auch andere Begriffe dafür verwendet werden (z. B. Siegelringzellkarzinom nach dem Aussehen der Tumorzellen). Bösartige Tumoren werden im Deutschen als Krebs bezeichnet (auch wenn Krebs die Übersetzung des Griechischen Wortes 'Καρκινος' ist, und damit nur eine – wenn auch die häufigste – Gruppe von bösartigen Tumoren bezeichnet wird).
Bösartige Tumoren können sich aus noch nicht bösartigen Vorstufen, sogenannten Präkanzerosen, entwickeln. Diese werden unterteilt in fakultative und obligate Präkanzerosen.
Die bösartigen Tumoren werden folgendermaßen untergliedert:
- Karzinome bezeichnen bösartige Tumoren, die sich vom Epithel ableiten. Sie machen einen Großteil der Krebserkrankungen aus.
- Sarkome (griechisch σάρξ, sarx, Fleisch), die sich aus dem Binde- und Stützgewebe ableiten, zum Beispiel
  - Rhabdomyosarkome: Krebs der quergestreiften Muskulatur
  - Angiosarkome: Krebs der Blutgefäße
  - Leiomyosarkome: Krebs der glatten Muskulatur, z. B. seltene Formen von Gebärmutterkrebs
- neuroendokrine Tumoren, die sich aus dem Neuroektoderm ableiten, zum Beispiel
  - Phäochromozytom
  - Insulinom
  - kleinzelliges Bronchialkarzinom
- Hämatoonkologische Malignome, die sich aus Blut- oder Blutstammzellen ableiten
  - Leukämien (die keine Tumoren sind)
  - Lymphome
- Dysontogenetische Tumoren
  - Teratome aus embryonalem Gewebe (alle drei Keimblätter)
  - Embryonale Tumoren (entstehen während der Organentwicklung durch Gewebefehldifferenzierung)
- Mischtumoren, die aus epithelialen und mesenchymalen Anteilen aufgebaut sind

Die weitere Einteilung bösartiger Tumoren erfolgt analog der TNM-Klassifikation der UICC. Es handelt sich um eine klinisch-empirische Einteilung, welche die weitere Diagnostik, Therapie und Prognose bösartiger Tumoren bestimmt.

### Klassifikation nach der ICD-10
siehe Klassifikation menschlicher Tumoren

### Nomenklatur der Tumoren
Quelle
| gesundes Gewebe                               | gutartige Tumoren (Beispiele)                          | bösartige Tumoren (Beispiele)                                                                          |
|                                               | Epitheliale Tumoren                                    | |
| Plattenepithel                                | Plattenepithelpapillom                                 | Plattenepithelkarzinom                                                                                 |
| Basalzellen                                   | Basalzellpapillom                                      | Basaliom 1                                                                                             |
| Urothel                                       | Übergangsepithelpapillom                               | Urotheliom                                                                                             |
| Drüsen                                        | Adenom, Papillom, Zystadenom                           | Adenokarzinom, papilläres Adenokarzinom, villöses Adenokarzinom, Zystadenokarzinom, Siegelringkarzinom |
|                                               | Neuroendokrine Tumoren                                 | |
| endokrine Zellen in verschiedenen Organen     |                                                        | Karzinoide                                                                                             |
| Nebennierenmark                               | Phäochromozytom                                        | malignes Phäochromozytom                                                                               |
| Nebennierenrinde                              | Nebennierenrindenadenom                                | Nebennierenrindenkarzinom                                                                              |
| endokrines Pankreas                           | Insulinom                                              | malignes Insulinom                                                                                     |
| Adenohypophyse                                | Prolaktinom                                            | |
| Paraganglion                                  | Paragangliom                                           | |
| C-Zellen                                      |                                                        | medulläres Karzinom                                                                                    |
|                                               | Neuroektodermale Tumoren                               | |
| Gliazellen, Meningozyten                      | gutartige Gliome, Meningeom                            | Astrozytom, Glioblastom, anaplastisches Meningeom                                                      |
| Melanozyten                                   | Nävus                                                  | malignes Melanom                                                                                       |
|                                               | Mesenchymale Tumoren (Sarkome)                         | |
| Bindegewebe und Derivate                      | Fibrom                                                 | Fibrosarkom                                                                                            |
|                                               |                                                        | aggressive Fibromatose 1                                                                               |
|                                               |                                                        | Myxosarkom                                                                                             |
|                                               | kutanes fibröses Histiozytom                           | Malignes Fibröses Histiozytom                                                                          |
| Fettgewebe                                    | Lipom                                                  | Liposarkom                                                                                             |
| Knorpel                                       | Chondrom                                               | Chondrosarkom                                                                                          |
| Knochen                                       | Osteom                                                 | Osteosarkom                                                                                            |
| Synovialis                                    |                                                        | Synovialkarzinom                                                                                       |
| glatte Muskulatur                             | Leiomyom                                               | Leiomyosarkom                                                                                          |
| quergestreifte Muskulatur (Skelettmuskulatur) | Rhabdomyom                                             | Rhabdomyosarkom 2                                                                                      |
| Gefäße                                        | Hämangioendotheliom, Lymphangiom                       | Hämangiosarkom, Lymphangiosarkom                                                                       |
| periphere Nerven                              | Schwannom                                              | maligner peripherer Nervenscheidentumor (MPNST)                                                        |
|                                               | Neurofibrom                                            | |
| Mesothel                                      | benignes Mesotheliom                                   | malignes Mesotheliom                                                                                   |
| Hirnhaut                                      | Meningeom                                              | |
| Granulosazelle                                |                                                        | Granulosazelltumor, Luteom                                                                             |
|                                               | Sonderformen mesenchymaler Tumoren                     | |
| Knochenmark                                   |                                                        | akute myeloische Leukämie, chronische myeloische Leukämie                                              |
|                                               |                                                        | Ewing-Sarkom                                                                                           |
| Plasmazellen                                  |                                                        | multiples Myelom                                                                                       |
| Lymphatisches System                          |                                                        | maligne Lymphome: Hodgkin-Lymphom, Non-Hodgkin-Lymphom                                                 |
|                                               | Sonderformen gemischt endothelial-mesenchymale Tumoren | |
|                                               | Fibroadenom der Mamma                                  | |
|                                               | Adenofibrom des Ovars                                  | Adenosarkom                                                                                            |
|                                               |                                                        | Adenosarkom der Gebärmutterschleimhaut                                                                 |
|                                               |                                                        | Karzinosarkom der Gebärmutterschleimhaut                                                               |
|                                               | Keimzelltumoren                                        | |
| Keimzellen                                    | differenziertes Teratom                                | malignes Teratom                                                                                       |
|                                               |                                                        | Seminom                                                                                                |
| Ovar                                          |                                                        | Dysgerminom                                                                                            |
|                                               | Tumoren der embryonalen Gewebe                         | |
|                                               |                                                        | embryonales Karzinom                                                                                   |
|                                               |                                                        | Nephroblastom                                                                                          |
|                                               |                                                        | Neuroblastom                                                                                           |
|                                               |                                                        | Medulloblastom                                                                                         |
|                                               |                                                        | Retinoblastom                                                                                          |
|                                               |                                                        | Hepatoblastom                                                                                          |
|                                               |                                                        | Chorionepitheliom                                                                                      |
|                                               | Kraniopharyngeom                                       | |

### Klassifikation nach WHO
Tumoren sind nach WHO in Grade eingeteilt (TNM-Klassifikation):
T: Tumor,
N: Nodus (LymphkNoten),
M: Metastasen (Fernmetastasen),
R: Resektion (Resttumor).
G: Grading
T-Klassifikation (Größe des Tumors):
- T 1–3: Tumor ist auf das Ausgangsorgan beschränkt
- T 4: Tumor infiltriert andere Organe

N-Klassifikation (Lymphknoten):
- Fehlen bzw. Vorhandensein von regionalen Lymphknotenmetastasen

M-Klassifikation (Metastasen):
- Vorhandensein oder Fehlen von Fernmetastasen 0–1

R-Klassifikation (Resektion):
- Resektion mikroskopisch = 0 (Kein Resttumor)
- Resektion mikroskopisch = 1 (Resttumor vorhanden)
- Resektion mit makroskopisch verbliebenen Tumorresten-Resten = 2

G-Klassifikation (Grading):
- G1 bis G4 gute Differenzierung (dem ursprünglichen Gewebe ähnlich) bis hochgradig maligne

Die Lokalisation der Tumoren ist die wesentliche Grundlage der Einteilung der Neubildungen in der von der WHO herausgegebenen Internationalen statistischen Klassifikation der Krankheiten und verwandter Gesundheitsprobleme (ICD-10).

## Entstehung
Tumoren entstehen durch Entartung, genauer durch eine Anhäufung von Mutationen in bestimmten Genen (engl. multiple hit model). Diese bestimmten Gene sind typischerweise Protoonkogene oder Tumorsuppressorgene. Alternativ kann eine Entartung durch Onkoviren und onkogene Bakterien erfolgen, bei denen eine fortlaufende Stimulation mit Zytokinen durch die Immunreaktion und mit Wachstumsfaktoren zum Ersetzen der zerstörten Zellen auftritt, z. B. beim Hepatitis-B-Virus. Durch eine häufige Zellteilung wird die Entstehung von Mutationen beim Kopieren des Genoms begünstigt. Bei einigen persistenten Viren (die genomisch-integrierenden Viren) erfolgt zusätzlich eine Insertionsmutation durch das Einfügen des viralen Genoms in das Genom des Wirts, was meistens in entfalteten und transkriptionsaktiven Bereichen der DNA erfolgt, z. B. bei Retroviren. In seltenen Fällen kann ein Tumor auch übertragen werden, z. B. durch eine Organtransplantation und die begleitende Immunsuppression oder – bei Hunden, Beutelteufeln und Hamstern – durch infektiöse Tumoren.

## Effekte von Tumoren auf den Körper
Benigne Tumoren wachsen in der Regel langsam und beeinträchtigen den Körper nicht. Einige benigne Tumoren können aber zu malignen Tumoren mutieren. Hier sind vor allem Dickdarmpolypen (Kolonadenome) zu nennen, die sehr häufig zu Adenokarzinomen entarten (sogenannte Adenom-Karzinom-Sequenz). Hormonproduzierende Adenome können allerdings durch ihre Hormonwirkung zu schwerwiegenden Erkrankungen führen.
Komplikationen benigner und maligner Tumoren sind:
- Druckatrophie durch Wachstum (führt z. B. zu Hormonmangel bei Tumoren in endokrinen Drüsen).
- Geringgradige Obstruktion von Lumina = Verlegung von Hohlorganen mit Zystenbildung.
- Ektope Hormonproduktion z. B. von ACTH, Parathormon oder Insulin.

Komplikationen maligner Tumoren sind:
- Hochgradige Obstruktion von Hohlorganen, z. B.:
  - Bronchusverschluss → Atelektase, Pneumonie.
  - Ösophagusverschluss → Dysphagie = Schluckstörung.
  - Gallengangverschluss → Ikterus = Gelbsucht.
  - Darmverschluss → Ileus.
- Tumorkachexie: Atrophie des Muskel- und Fettgewebes, Appetitlosigkeit, Anämie, Schwäche. Der Energiebedarf von Tumorzellen wird oft durch Milchsäuregärung gedeckt, wodurch es zu Hypoglykämie und Azidose kommt, was wiederum die Ausschüttung von Adrenalin, Glucocorticoiden und Glucagon auslöst. Dies fördert Lipolyse sowie Proteolyse, was zu oben genannten Atrophien und schließlich zur Auszehrung führt. Vermutlich durch TNF-α und andere Zytokine mitverursacht.
- Gewebedestruktion, häufig mit Blutungen. Adenokarzinome neigen zur Ulkusbildung durch Zerstörung des Oberflächenepithels.
- Ödeme durch Verschluss von Venen und Lymphgefäßen.
- Paraneoplastische Syndrome: Darunter versteht man Symptome, die nicht direkt aus der Lokalisation oder der Tumorart zu erklären sind, Erkrankungen der Nerven und Muskeln (Myasthenie), hypertrophe Osteoarthropathie (Trommelschlägelfinger, Uhrglasnägel), Thrombophlebitis usw. Bei unerklärlichem Auftreten von Paraneoplasien ist eine Tumorsuche unerlässlich.

## Therapie
Die Tumortherapie erfolgt durch operative Tumorentfernung (Resektion), Bestrahlung mit ionisierenden Strahlen und/oder (Poly-)Chemotherapie. Betroffene Menschen können eine Tumorberatung besuchen.
Bei einigen bestimmten bösartigen Tumoren gibt es zusätzliche, spezielle Therapieoptionen. Gegen das Maligne Melanom, den sogenannten schwarzen Hautkrebs, gibt es im Stadium der Entwicklung befindliche Krebsimmuntherapien, bei denen der Körper mit speziellen Oberflächenantigenen, also Zellmerkmalen des Malignen Melanoms, geimpft wird. Ein ähnliches Konzept wird bei einigen Tumoren, zum Beispiel den gastrointestinalen Stromatumoren, mit der Behandlung durch Immunmodulatoren verfolgt, bei denen das Immunsystem des Körpers angeregt wird, sich gegen Tumorzellen zu richten.
Weitere Tumoren werden zusätzlich mit örtlicher Wärme, durch das Verkleben von blutzuführenden Gefäßen oder mit örtlich verabreichten Giften behandelt. Diese Therapieoptionen sind aber alle bestimmten bösartigen Tumoren vorbehalten und machen nur einen geringen Teil der ausgeführten Therapie aus. Bekannt ist, dass die Tumorvakzinierung gegen Melanome bei Hunden mindestens den gleichen Therapieerfolg wie eine Chemotherapie hat, dies aber bei weitaus geringeren bzw. keinen Nebenwirkungen (I. Kurzman, University of Wisconsin, Madison). Bei Pferden gibt es bereits zahlreiche positive Erfahrungen bei bösartigen Tumoren und Sarkoiden mit einer Vakzine mit dendritischen Zellen. Außerdem gibt es Behandlungsformen im Bereich der Komplementärmedizin, die die vorgenannten jedoch keinesfalls ersetzen können, sondern lediglich als ergänzende Maßnahmen zu verstehen sind.

## Epidemiologie
Bösartige Tumoren sind nach den Herz-Kreislauf-Erkrankungen die zweithäufigste Todesursache in den industrialisierten Ländern.
Gutartige Tumoren sind sehr häufig. Die meisten Menschen besitzen mehrere gutartige Tumoren, vor allem an der Haut. Einige primär gutartige Tumoren können zu bösartigen Tumoren entarten und müssen entfernt werden. Dies ist vor allem bei Polypen der Dickdarmschleimhaut der Fall. Häufig empfinden Menschen gutartige Tumoren der Haut auch als kosmetisch störend, manchmal können diese z. B. in Körperfalten gereizt werden, so dass auch hier eine Entfernung sinnvoll erscheint.